# José Joaquim Geminiano de Morais Navarro
José Joaquim Geminiano de Morais Navarro (Natal, 19 de janeiro de 1799 — 24 de agosto de 1858) foi o primeiro rio-norte-grandense formado em Direito pela Faculdade de Direito de Olinda, integrando a primeira turma daquela universidade (1827-1832). Notabilizou-se como político, ainda jovem envolvendo-se em acontecimentos vinculados à causa da independência e à Confederação do Equador.
Foi presidente da Província da Paraíba em 1833 e da Província de Sergipe, de 29 de outubro de 1833 a 13 de fevereiro de 1835, nomeado por Carta Imperial.
Foi advogado, Juiz de Direito em Pernambuco, Goiás, Rio de Janeiro e São Paulo, Diretor da Instrução pública e Secretário de governo no Amazonas.
Filho de Antônio Caetano do Rego Barros e de Inácia Francisca de Moraes Navarro, José Joaquim Geminiano é descendente de espanhóis e portugueses e recebeu este nome em homenagem a seu tio e padrinho Joaquim José do Rego Barros. Neto materno de Manuel Alves de Morais Navarro e de Francisca Antônia Xavier. Neto paterno de Francisco Machado de Oliveira Barros e de Antônia Maria Soares de Melo.
Sua ascendência portuguesa é proveniente, principalmente, da família Moraes de Antas. Quanto a sua ascendência espanhola, Geminiano é descendente da família Azpilicueta y Aznaréz, de Navarra, comunidade autônoma da Espanha. Possui parentesco com João de Azpilicueta Navarro, Martin de Azpilicueta Navarro e Francisco de Xavier, este último nascido no importante Castelo de Xavier.
Casou-se com Joanna Francisca Xavier Sève, de ascendência portuguesa e francesa, com quem teve 7 filhos: José Joaquim de Moraes Navarro, João Maria de Morais Navarro, Antônio Caetano Sève Navarro, Maria Izabel de Morais Navarro, Leonila Carolina de Morais Navarro, Francisco Navarro e Aristides de Moraes Navarro. 
Faleceu em 24 de agosto de 1858, de apoplexia fulminante.

## Texto escrito por José Joaquim Geminiano de Morais Navarro
Extraído do jornal Estrella de Amazonas de 21 de junho de 1862, sob o título "Ligeiras reflexões sobre o christianismo".
"De tempos em tempos o sopro de Satanaz pretende contaminar a pureza do depozito da fé, corromper a palavra de Deos, de que a Igreja é depozitaria, zombando assim da promessa eficaz de Christo: das portas do enfermo não prevalecerem contra ella. Cada erro que se levante, cada sophisma que appareça é um meio de realce à Igreja, pois que ella refutando e confundindo os adversarios, cada vez mais se enraiza nos corações dos fieis e mais prozelitos adquire. Não ha sombra por densa que seja que ella não tenha dissipado com seu espirito vivificador, fazendo succeder uma crença inabalavel à momentos de incerteza. O influxo do Espirito Santo, que assiste aos destinos da Igreja até a consummação dos seculos, a palavra de Deos, que não morre como o verbo humano apenas sahido dos labios, atravessa o tempo e se consubstancia com a eternidade, acompanhando a instituição divina, que nasceu com o mundo e sobrevivera à elle.
O protestantismo servindo-se unicamente da razão individual para explicar e dezenvolver o que esta a acima da comprehenção humana e encontrando um abismo, recua desesperado e phantazia à seu modo os mysterios e os dogmas, que a sua intelligencia não ha podido penetrar. Não respeitando as raias que lhe forão traçadas para a justa acquizição das ideias, sem norte e sem guia aventura-se na região de sobrenatural e amolda por uma ousadia desmarcada os arcanos divinos ao circulo de suas noções.
Assim como o olho physico para conhecer as formas da matéria necessita da luz material, que com suas modificações nos revelão aquellas da mesma sorte a razão, o olho espiritual, para alcançar o mundo do absoluto e do necessario depende da luz sobrenatural, que esclarecendo a fé, lhe patenteia os prestigiou da autoridade divina. Sem uma fé ou confiança illimitada nos phenominos communs, que à nesta vista se operão, o scepticismo dominaria em tudo, e a alma longe de tranquilizar-se, lutaria com as ancas da incerteza. Mas será mister, para que a fé preste seu apoio, que a razão se antecipe em explorar a natureza, relações, accidentes e circunstancias das couzas? O que há de mais fundamental e que constituem a vida e é a condição da existencia de qualquer ser, é a substancia ou princípio intrinseco e occulto, que sustenta em uma so unidade a coexistência de varias phénomenos e attributos, sem a qual a realidade seria um phantasma. A razão concede necessariamente e sente-se forçada à isso, mas quando tenta prescrutar a intimidade de sua formação, vacilla e perde-se em conjecturas arriscadas; afinal vem a julgar, que este não é mundo de sua alçada, que cumpre submetter-se à fé. Esta adhere firme e inabalavelmente às concepções da razão, porem caminha alem e vai afirmar e dar realidade à aquilo que apenas motivara uma suspeita racional.
A philosophia protestante rezume a fé na razão, e como àquella se acha adstricta ao circulo desta, nunca poderá transpor a esphera contingente e mesquinha dos conhecimentos, e a fé será sempre o que a razão quiser que ella seja. Hum ente superior falla ao espirito no meio da ordem e harmonia do Universo, mas a curiozidade da investigação não se sacia com esta inspiração natural, promovida por uma causa occasional, deduz o que não vê pelo que vê e inventa uma intuição, que nao passa de expectro ideal de emaginação prismatica em delírio, para, negando a assistencia da revelação, indagar por si as verdades profundas do Infinito.
Assim como a palavra ensina a palavra, da mesma sorte a ideia lembra a _deia, nem a linguagem e o saber são innatos ao homem, é necessario admittir que as germens destes dous factos fossem semeados por ensino na intelligencia para então o raciocino deduzir o resto. O finito não comprehendendo o infinito, era mister que este se manifestasse à razão humilde do homem: de feito este se deo, mas as sombras do mysterio não desampararão os pensamentos de Deus, porque so elle se conhece à si mesmo. So a fé com todo respeito pode nos domínios de sua confiança ampliar-se com os raios da luz eterna. Toda submissão desta importa uma elevação d'alma, uma veneração da razão à origem santa, donde foi emanada. A affirmação da fé protestante é a degradação da verdadeira fé, o culto que della parte se entende com o ídolo do orgulho tão variável e inconsistente como as areias do deserto e tendo por diviza sempre o exame, nunca se repouza, indo à descoberta de um ideial, que lhe fulgura ao longe, sem jamais se avezinhar. O bom senso desrespeitado e atacado em seus profundos sentimentos nega-lhe sua adhezão, abandonando-a como partilha de certas intelligencias privilegiadas, desvairadas pelo hálito da vaidade, que ensinou-lhe a omnipotencia da razão - Com a incoherencia de suas doutrinas, e a inconsequencia de seus principios, pretende avassalar o ceo à terra, o divino ao humano, o espirito ao barro, sem medira destancia invencivel, que os separa; por isso a sua queda é mais horrível do que a que nasce do indifferentismo calculado.
Um menino catholico com o cathecismo na mão, sabe mais que estes aventureiros da verdade e seu coração se deleita na tranquilidade da paz, entretanto que aqueles enchergão o inferno em sua alma; e porque? Porque o menino ja possue o sublime da crença com a unção da santidade e seu coração se expande em um dôce amor, e o protestante vai peregrinando em busca da terra promettida nos áridos desertos da duvida sem uma estrella, que illumine seus passos, com a legenda de Ashuaverus escripta na fronte - caminha, caminha.
A maior argumentação, que se pode opor à estes pseudo-racionalistas, é as contradicções que se encontrão em suas próprias doutrinas; ora prescrevem obediencia à Bíblia, ora adulterão-na com interpretações particulares, variando conforme o senso individual de cada um, ora suprimem livros, que a constituem, ora alterão as suas próprias letras, para satisfazendo os seus caprichos reservados, acobertal-os dest arte com o manto da Igreja. A serpe que se esconde debaixo das hervas não é tão traiçoeira e venenosa como este meio insidioso de propaganda, onde so respira a má fé e a mentira. Este meio não se apresenta so e descarnado em frente dos povos, para dizer-lhes -- eis os meus dogmas à que presto assentimento e as credenciaes, que justificão minha autoridade --; muito pelo contrario, intitula-se catholico, proclama a excellencia da Bíblia, exige o ardor da fé e depois de conquistar os corações, lhes inocula o elemento deleterio do livre exame, falla-lhes de liberdade ampla e absluta e acaba por decantar a soberania da razão em matéria de doutrina evangélica. Este expediente ridículo implica nada menos, que o reconhecimento de sua fraquesa, o protesto de seu nada.
Compulsando-se as paginas da historia e revolvendo-se os annaes do seculo 18, sem querer-se remontar as eras nebulosas do obscurantismo pagão, vê-se as consequencias desastrosas, à que chega a razão, abandonada a si mesma, reduzida à seus proprios recursos, quando procura negar-se à submissão da Igreja. A impiedade philosophica de Voltaire 'o jovem Arouet' o qual em tenra idade ja recitava de cor o terrível poema Moïzade, onde lhe ensinava a lêr o abbade de Chateauneuf, ergueu altiva o colo em França e derramou com excessiva influencia os fructos amargos da incredulidade.
Da razão fez-se uma divindade, ella explicava e resolvia as maiores dificuldades em todos os ramos dos reconhecimentos humanos e ainda daquelles  que dependem grandemente do auxílio de uma longa experiencia. Symbolizada na figura de uma mulher, tinha por sacerdotisas as meretrizes arrancadas do antro da prostituição e da mizeria. Todos os seus dictames e sabedoria estavão resumidos na Encyclopedia, considerada como a obra de maior erudição e talento, que o genio tem podido produzir. Folgava-se nos banquetes lascivos, onde as cabeças pendião sob o peso da crápula, no meio dos artezoes dourados e do brilho dos cristais, de assacar improperios o cobrir de blasfêmias o Moizes e os prophetas; e nesta orgia concorrida das celebridades de então, tomavão parte Lenclos, Dudeffant e Tencin, que entravão com a maledicência de envolta com o cynismo. Desta sorte endeosada e do dêver e cresceo a immoralide e tomou proporções taes de modo a entrar e invadir o lar domestico, e o trono e à percorrer sucessivamente todas as camadas do povo. D'ahi à anarchia, à conflagração dos elementos sociaes e à revolução houve um caminho directo e seguro. Queimão-se as bibliotecas, fechão-se os templos, ridicularisão-se as vestes sacerdotaes, despedação-se as imagens, arma-se a guilhotina, desfallece o braço do executor ao trabalho constante do morticínio, o apostolo deste é coroado de flores pelas tricoteuses e o crime recebe culto na praça de Gréve.
Concentremos agora nossas considerações sobre uma outra especie de factos que bastante concorre para o fim à que temos em vista, e que talvez --- prima facie pareça uma desconnexão com o que havemos expendido, no entanto que  com elle tem próxima relação. Apreciemos o valôr das religiões entre si, em referencia ao catholicismo, tomando por base seus fundadores.
Por um exame comparativo entre os que se apresentão enviados do Eterno sem o serem, falsos prosphetas, e Jezus Christo, vê-se a diferença imensa que os separa deste, não so modo de pregação, nos exemplos que mostrão, na moral, que observão, como especialmente pelos precedentes ou que os resolve à esta missão, ou que justificão a naturesa de seus actos. Jezus Christo pelo seu nascimento, pelos milagres que se operarão durante sua infancia e depois della, pelos preceitos puros e cheios de um fundo de verdades ineffaveis e concebidos em linguagem so vinda do Céo, pelos exemplos mais edificantes de virtude e pelas provas - de uma resignação para soffrer immensamente, - de abnegação para desistir da vida por amor dos homens - e de bondade, para perdoar seus proprios inimigos, e por uma serie de actos misteriosos e sobrehumanos, Jezus Christo, digo, demonstra luminosamente à todos os povos, que nao são tocados da cegueira voluntaria do espirito, que elle é o verdadeiro filho de Deos, que veio ao mundo trazer a boa nova.
Alem disto, o edificio infallivel da Igreja fundado em uma pedra - cephas - com todas as presumpçoes de perpetuidade e gozando conseguintemente do dom da suprema certeza, é uma razão bastante eloquente para se crer, que a palavra do Divino Mestre traduzio-se em realidade e teve sua efficacia no tempo e que a pessoa donde partio a palavra é seguramente divina, - era a incarnaçao do Verbo; d'outra sorte, teria de ha muito sucumbido a Igreja com os golpes repetidos de seus adversarios.
O Martir do Golgota abrindo os braços as Nações e pronunciando o - consomatum est - consumou a obra da redempçao e regenerou a humanidade na triplice face da ordem civil, moral e politica. Deste então os olhos volverão-se para o Sião Santa, firmados na esperança, o coração se abrio aos effluvios da graça e a terra conciliou-se com o Céo para dar testemunho aos homens da omnipotência divina. (Continua.)
José Joaquim de Moraes Navarro."